# منتزه البحيرة الطبيعي في منورقة
منتزه البحيرة الطبيعي في منورقة (بالإسبانية:Parque Natural de la Albufera del Grao)